# Arma semiautomatica

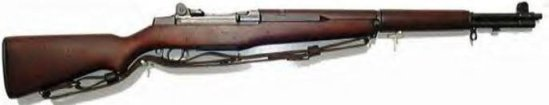
L'M1 Garand, il fucile semiautomatico d'ordinanza statunitense della Seconda guerra mondiale

Un'arma semiautomatica (o semiauto) è un tipo di arma da fuoco autocaricante a ripetizione manuale.

## Generalità
In tali armi, ad ogni colpo esploso, si riarma in modo automatico tramite i meccanismi di ricarica, ma il meccanismo di scatto della ripetizione è costruito in modo tale da sparare una sola pallottola per ogni corsa completa del grilletto (pressione e rilascio). Si potrebbe dire che è un'arma da fuoco automatica che è stata limitata a sparare un colpo singolo ad ogni pressione del grilletto; a differenza dell'arma automatica, che ha il meccanismo di scatto con la ripetizione automatica, costruito per poter sparare anche tutte le cartucce disponibili con un'unica pressione del grilletto (l'arma si ricarica e spara automaticamente e continuamente in modo consecutivo, finché il grilletto è premuto).
Tuttavia, entrambe queste armi, sostanzialmente si somigliano e si differenziano da tutte le altre tipologie di armi (quali rivoltelle, armi a pompa, a otturatore girevole-scorrevole e a leva), per il tipico caricamento e armamento svolto da una azione automatica (dell'arma stessa), rispetto all'azione manuale (del tiratore) delle altre armi.

## Funzionamento e meccanica

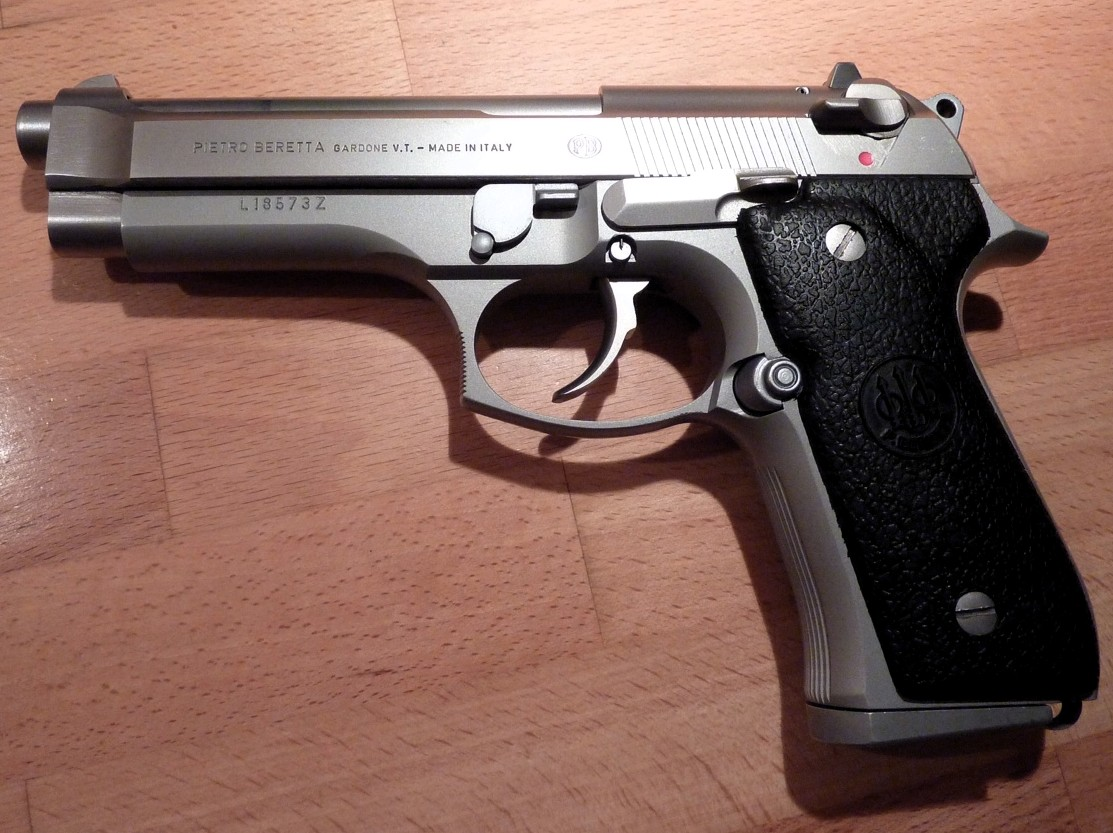
Pistola semiautomatica Beretta 92FS Inox

Lo sparo nelle armi semiautomatiche è ottenuto tramite una specifica organizzazione della catena di scatto, che intercetta e blocca in posizione armata il percussore, ogni volta che l'otturatore arretra per il rinculo dello sparo. Il successivo avanzamento dell'otturatore non cambia lo stato di armamento del percussore, che per essere liberato ed effettuare una nuova azione di sparo, dovrà essere nuovamente intercettato dagli elementi della catena di scatto, eseguita durante il rilascio del grilletto. Solo dopo essere stato premuto, il grilletto potrà nuovamente liberare il dispositivo di percussione e far partire un nuovo colpo. Nelle armi automatiche, premuto il grilletto, il dispositivo di percussione viene liberato dai blocchi durante la fase di ritorno dell'otturatore, e finché non viene rilasciato il grilletto, l'arma continua a sparare la nuova cartuccia appena caricata (in modo automatico), in un ciclo continuato fino ad esaurimento del caricatore o al rilascio del grilletto.

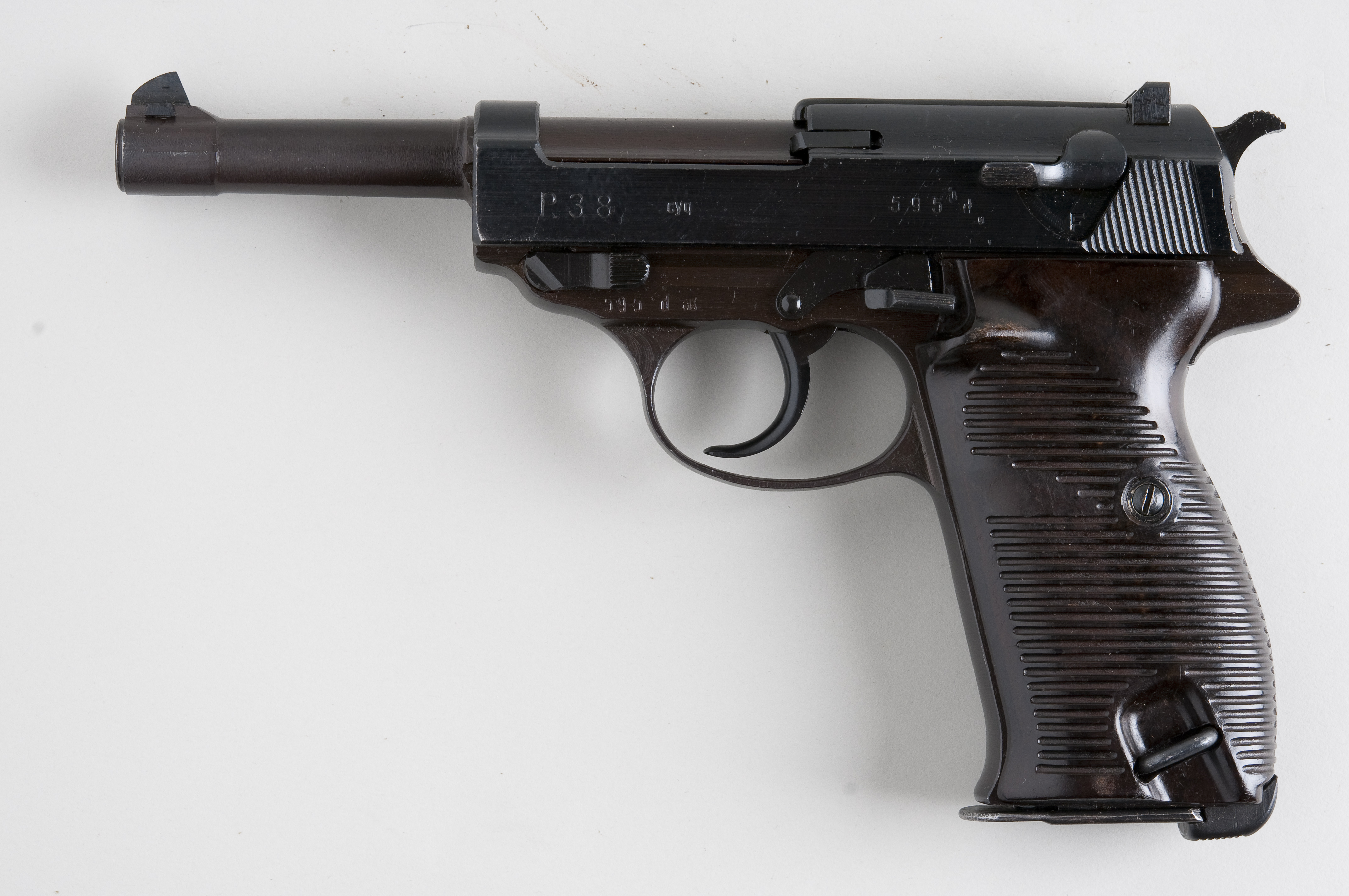
Walther P38

La maggiore complessità del sistema di scatto di un'arma semiautomatica rispetto all'automatica, spiega in parte perché storicamente siano comparse prima le armi automatiche. Già precedentemente alla Prima Guerra Mondiale, cominciarono ad essere distribuite ed utilizzate largamente le mitragliatrici (simbolo stesso dell'arma automatica per eccellenza), mentre la totalità della fanteria era dotata di armi individuali a ripetizione manuale (tipo revolver). La distribuzione negli eserciti e l'utilizzo in larga scala di armi individuali semiautomatiche lunghe (quindi che non fossero pistole d'ordinanza), si è avuta durante la Seconda Guerra Mondiale: vedi M1 Garand e la M1 Carbine in dotazione generalizzata all'esercito americano, il Tokarev SVT-40 o i tedeschi Walther Gewehr 43.

## Conversione a fuoco automatico
A causa della simile conformazione del meccanismo di ricarica, le semiauto possono essere facilmente convertite al fuoco automatico. Molte aziende producono kit di conversione per armi semiautomatiche al fuoco automatico, dove l'arma finale costa anche meno dell'acquisto di un'arma già prodotta per il fuoco automatico.
La cosiddetta tecnica bump fire, può essere usata per ottenere un effetto simile al funzionamento automatico: un dito viene infilato nel ponticello del grilletto e tenuto fisso, l'altra mano spinge avanti l'arma che spara, il conseguente fuoco- rinculo e la mano che spinge nuovamente l'arma avanti, permette di ottenere un fuoco simile a quello automatico, anche se con scarsissima precisione di tiro. Altri modi di ottenere il bump fire sono attraverso meccanismi appositi, elastici o kit prodotti dalle aziende specializzate; non tutti questi meccanismi sono legali, ma negli Stati Uniti alcuni lo sono.